# Lucien Lefort
Pour les articles homonymes, voir Lefort.
Frédéric, Lucien, Didier Lefort, né le 6 janvier 1850 à Sens et mort le 8 avril 1916 à Rouen, est un architecte français.

## Biographie
Frédéric Lucien Didier Lefort naît à Sens, au no 1, faubourg Saint-Didier de Louis Lefort, architecte, et de Rosalie Lucile Louise Montégu.
Il entre en 1873 à l'école des Beaux-Arts de Paris. Le 1er janvier 1877, il est nommé architecte adjoint dans le service de Louis Desmarest, architecte du département de la Seine-Inférieure. Architecte en chef de la Seine-Inférieure. Il est élu membre de l'Académie des sciences, belles-lettres et arts de Rouen en 1884. En 1886, il est l'un des membres fondateurs de la Société des Amis des monuments rouennais.
Il demeure 2 rue Saint-Maur puis 17 rue Saint-André à Rouen.
Ses obsèques sont célébrées à l'église Saint-Gervais et il est inhumé au cimetière monumental de Rouen.
Il est le gendre de l'architecte Juste Lisch.

## Distinctions
- 1885 : Médaille de première classe au Salon des artistes français
- 1889 : Double médaille d'or à l'Exposition universelle
- 1889 :  Chevalier de la Légion d'honneur (décret du 29 octobre 1889)[4]

## Réalisations
- basilique du Sacré-Cœur de Rouen[5]

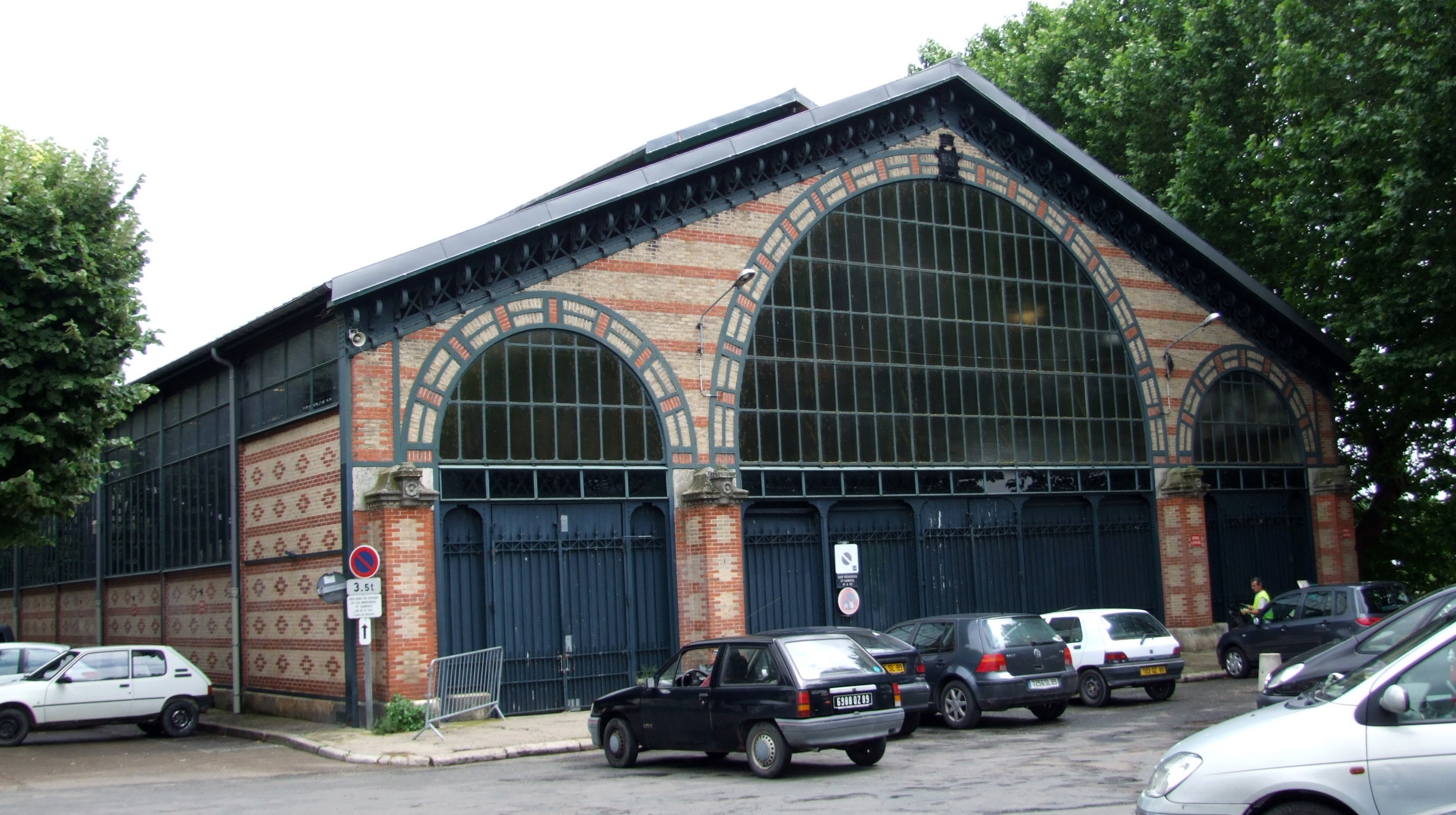
Marché couvert de Joigny.

- aile ouest du palais de justice de Rouen
- marégraphes du grand port maritime de Rouen
- sacristie et presbytère de l'église Saint-Maclou de Rouen
- porche de l'église Saint-Vivien de Rouen
- école normale d'instituteurs, Rouen (1881) (médaille d'or)
- théâtre municipal de Sens (1882)
- école normale des institutrices, Rouen
- archives de la Seine-Inférieure, Rouen (1892) (détruit)[6]
- annexe du Palais des Consuls, Rouen (1892), détruit
- restauration de l'église Saint-Laurent, Rouen
- écoles de Saint-Saëns, Sahurs, Bosc-Roger-sur-Buchy, Longuerue
- Dieppe
- restauration des églises Saint-Jacques [7] et Saint-Rémy [8]
- château à Saint-Pierre-de-Varengeville [9], vers 1898.
- château à Bosnormand (Eure) [10], vers 1908.
- restauration des églises Saint-Ouen à Darnétal, des églises de Moulineaux, Saint-Valery-en-Caux, Veulettes-sur-Mer
- restauration du château de Robert le Diable à Moulineaux

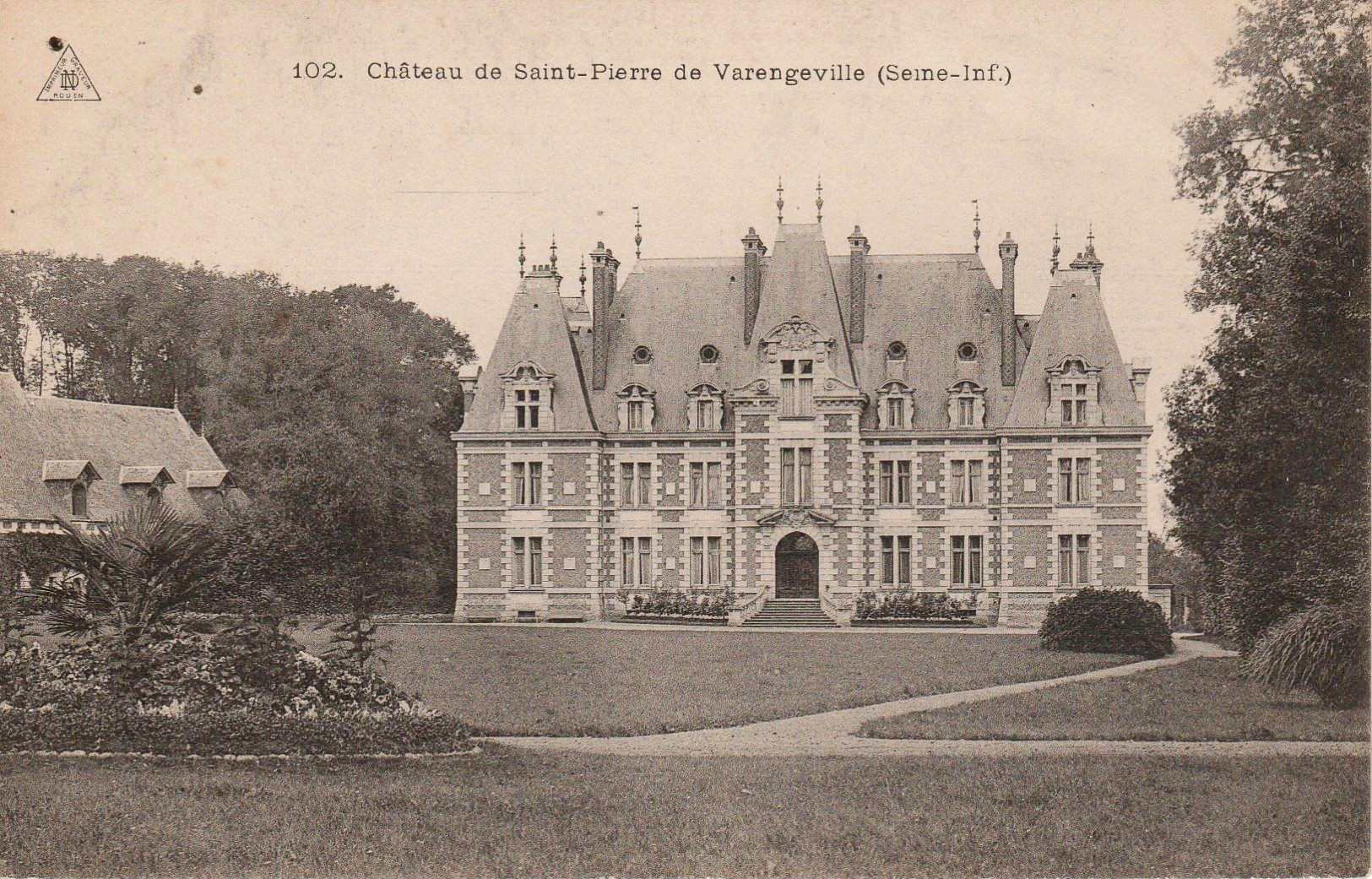
Le château de Saint-Pierre-de-Varengeville.

- marché couvert de Joigny